# Ring (Mengensystem)
Ein Mengenring, auch einfach kurz Ring genannt, ist in der Maßtheorie ein spezielles Mengensystem und somit eine Menge von Mengen. Ringe und ihre Erweiterungen zu komplexeren Mengensystemen wie σ-Algebren spielen eine wichtige Rolle im axiomatischen Aufbau der Wahrscheinlichkeitstheorie und der Integrationstheorie.
Felix Hausdorff nannte aufgrund „einer ungefähren Analogie“ zur algebraischen Struktur eines Ringes in der algebraischen Zahlentheorie einen Mengenverband „Ring“. Unter einem Ring versteht man heute in der Maßtheorie üblicherweise ein wie hier definiertes Mengensystem.
Der hier verwendete Begriff des Ringes unterscheidet sich außerdem von dem eines Rings im Sinne der Algebra, beide stehen aber in einem Zusammenhang.

## Definition
Sei {\displaystyle \Omega } eine beliebige Menge. Ein Mengensystem {\displaystyle {\mathcal {R}}} über {\displaystyle \Omega }, also eine Menge von Teilmengen von {\displaystyle \Omega }, heißt ein Mengenring oder Ring über {\displaystyle \Omega }, wenn folgende Eigenschaften erfüllt sind: 
1. {\displaystyle {\mathcal {R}}\neq \emptyset \quad }  ({\displaystyle {\mathcal {R}}} ist nicht leer).
2. {\displaystyle A,B\in {\mathcal {R}}\implies A\cup B\in {\mathcal {R}}\quad }  (Stabilität/Abgeschlossenheit bezüglich Vereinigung).
3. {\displaystyle A,B\in {\mathcal {R}}\implies A\setminus B\in {\mathcal {R}}\quad }  (Stabilität/Abgeschlossenheit bezüglich Differenz).

Jeder Mengenring {\displaystyle {\mathcal {R}}} enthält mit der leeren Menge {\displaystyle \emptyset } ein Nullelement bzw. eine Null, denn {\displaystyle {\mathcal {R}}} enthält mindestens ein Element {\displaystyle A} und damit ist {\displaystyle \emptyset =A\setminus A\in {\mathcal {R}}}.
Äquivalente Definitionen befinden sich im entsprechenden unten stehenden Abschnitt.

## Beispiele

### Potenzmengen
Über einer beliebigen Menge {\displaystyle \Omega } ist jede Potenzmenge
{\displaystyle {\mathcal {R}}={\mathcal {P}}(T)}
von einer Menge {\displaystyle T\subseteq \Omega } ein Mengenring. Denn {\displaystyle {\mathcal {P}}(T)} ist nicht leer und stabil bezüglich allen Mengenoperationen, da {\displaystyle {\mathcal {P}}(T)} per Definition alle Teilmengen von {\displaystyle T} enthält, die ebenso Teilmengen von {\displaystyle \Omega } sind.
Insbesondere ist die Potenzmenge {\displaystyle {\mathcal {P}}(\Omega )} der größte Mengenring über {\displaystyle \Omega }, enthält sie doch alle Teilmengen von {\displaystyle \Omega }.
Die Potenzmenge der leeren Menge {\displaystyle {\mathcal {P}}(\emptyset )=\{\emptyset \}} ist wiederum der kleinste Mengenring über {\displaystyle \Omega }, weil immer zumindest {\displaystyle \emptyset \in {\mathcal {R}}} ist.

### System aller endlichen Teilmengen
Ist {\displaystyle \Omega } eine beliebige Menge und bezeichnet {\displaystyle |A|} die Mächtigkeit der Menge {\displaystyle A\;(|\emptyset |=0)}, so ist das System
{\displaystyle {\mathcal {R}}=\{A\subseteq \Omega \mid |A|\in \mathbb {N} _{0}\}}
aller endlichen Teilmengen von {\displaystyle \Omega } ein Mengenring, weil Vereinigungen und Differenzen von jeweils zwei endlichen Mengen wieder endlich sind.

### Mengenring derd-dimensionalen Figuren
Ein in der Anwendung wichtiger Mengenring über {\displaystyle \mathbb {R} ^{d},\,d\in \mathbb {N} ,} ist der Ring der {\displaystyle d}-dimensionalen Figuren
{\displaystyle {\mathcal {R}}=\{[a_{1},b_{1})\cup \cdots \cup [a_{n},b_{n})\subset \mathbb {R} ^{d}\mid a_{i},b_{i}\in \mathbb {R} ^{d}{\text{ mit }}a_{i}\leq b_{i}{\text{ für }}i=1,\ldots ,n\}}.
Er besteht aus allen Mengen, die sich als endliche Vereinigungen von rechtsoffenen {\displaystyle d}-dimensionalen Intervallen darstellen lassen, und ist der von dem Mengenhalbring
{\displaystyle {\mathcal {H}}=\{[a,b)\subset \mathbb {R} ^{d}\mid a,b\in \mathbb {R} ^{d}{\text{ mit }}a\leq b\}}
erzeugte Ring (s. u.).

## Eigenschaften

### Stabilität bezüglich Mengenoperationen
Für zwei beliebige Mengen {\displaystyle A,B} gilt stets {\displaystyle A\cap B=A\setminus (A\setminus B)} und {\displaystyle A\bigtriangleup B=(A\setminus B)\cup (B\setminus A)}. Daher ist auch jeder Mengenring {\displaystyle {\mathcal {R}}} stabil/abgeschlossen bezüglich Durchschnitt und symmetrischer Differenz:
- {\displaystyle A,B\in {\mathcal {R}}\implies A\cap B\in {\mathcal {R}}}.
- {\displaystyle A,B\in {\mathcal {R}}\implies A\bigtriangleup B\in {\mathcal {R}}}.

Aus der Stabilität bezüglich Vereinigung, Durchschnitt und symmetrischer Differenz folgt jeweils induktiv, dass auch alle endlichen Vereinigungen sowie alle nicht leeren, endlichen Durchschnitte und symmetrischen Differenzen von Elementen des Mengenringes {\displaystyle {\mathcal {R}}} in ihm enthalten sind, d. h. für alle {\displaystyle n\in \mathbb {N} } gilt:
- {\displaystyle A_{1},\ldots ,A_{n}\in {\mathcal {R}}\implies A_{1}\cup \cdots \cup A_{n}\in {\mathcal {R}}\quad } und {\displaystyle \quad \bigcup \emptyset =\emptyset \in {\mathcal {R}}}.
- {\displaystyle A_{1},\ldots ,A_{n}\in {\mathcal {R}}\implies A_{1}\cap \cdots \cap A_{n}\in {\mathcal {R}}}.
- {\displaystyle A_{1},\ldots ,A_{n}\in {\mathcal {R}}\implies A_{1}\bigtriangleup \cdots \bigtriangleup A_{n}\in {\mathcal {R}}}.

### Mengenring mit Eins
Da jeder Mengenring {\displaystyle {\mathcal {R}}} vereinigungs- und durchschnittsstabil ist, ist er auch ein Mengenverband. Wenn {\displaystyle {\mathcal {R}}} als solcher auch {\displaystyle \mathrm {I} :=\bigcup {\mathcal {R}}} als Einselement bzw. Eins enthält, dann ist {\displaystyle {\mathcal {R}}} ein Mengenring mit Eins oder kurz ein Ring mit Eins.
Jede Potenzmenge
{\displaystyle {\mathcal {R}}={\mathcal {P}}(T)}
einer Menge {\displaystyle T\subseteq \Omega } ist ein Mengenring über {\displaystyle \Omega } mit Einselement {\displaystyle \mathrm {I} =T}.
Dagegen ist das Mengensystem
{\displaystyle {\mathcal {R}}=\{\emptyset \}\cup \{\{n_{1},\ldots ,n_{m}\}\mid n_{1},\ldots ,n_{m}\in \mathbb {N} ,\;m\in \mathbb {N} \}}
aller endlichen Teilmengen von {\displaystyle \Omega =\mathbb {N} } ein Beispiel für einen Mengenring ohne Eins, denn {\displaystyle \bigcup {\mathcal {R}}=\mathbb {N} \notin {\mathcal {R}}}.

### Beziehung zum Ring im Sinne der Algebra
Das Tripel {\displaystyle ({\mathcal {R}},\bigtriangleup ,\cap )} mit dem Mengenring {\displaystyle {\mathcal {R}}} ist ein Ring im Sinne der Algebra und die leere Menge {\displaystyle \emptyset } ist dessen Nullelement. Falls {\displaystyle {\mathcal {R}}} ein Mengenring mit Eins ist, ist {\displaystyle \mathrm {I} =\bigcup {\mathcal {R}}} zudem das Einselement von {\displaystyle ({\mathcal {R}},\bigtriangleup ,\cap )}.
Ist umgekehrt {\displaystyle {\mathcal {R}}} ein Mengensystem, so dass {\displaystyle ({\mathcal {R}},\bigtriangleup ,\cap )} ein Ring im Sinne der Algebra ist, dann ist {\displaystyle {\mathcal {R}}} wegen {\displaystyle A\cup B=(A\bigtriangleup B)\bigtriangleup (A\cap B)\in {\mathcal {R}}} und {\displaystyle A\setminus B=A\bigtriangleup (A\cap B)\in {\mathcal {R}}} für alle {\displaystyle A,B\in {\mathcal {R}}} auch immer ein Mengenring.
Damit sich jeder Mengenring {\displaystyle {\mathcal {R}}} als Ring im Sinne der Algebra darstellen lässt, darf {\displaystyle {\mathcal {R}}} nicht leer sein, denn die leere Menge {\displaystyle \emptyset } kann kein Nullelement enthalten und daher keine Trägermenge eines Ringes im Sinne der Algebra sein.

## Äquivalente Definitionen
Wenn {\displaystyle {\mathcal {R}}} ein System von Teilmengen von {\displaystyle \Omega } ist und wenn {\displaystyle A,B} Mengen sind, dann sind wegen {\displaystyle A\cap B=A\setminus (A\setminus B)} und {\displaystyle A\setminus B=A\setminus (A\cap B)} folgende zwei Aussagen äquivalent:
- {\displaystyle A,B\in {\mathcal {R}}\implies A\setminus B\in {\mathcal {R}}}.
- {\displaystyle A,B\in {\mathcal {R}}\implies A\cap B\in {\mathcal {R}}} und falls {\displaystyle B\subseteq A} auch {\displaystyle A\setminus B\in {\mathcal {R}}}.

Ist außerdem {\displaystyle {\mathcal {R}}\neq \emptyset }, so sind wegen {\displaystyle A\setminus B=(A\cup B)\bigtriangleup B} und {\displaystyle A\cup B=(A\setminus B)\cup B} sowie {\displaystyle A\cup B=C\setminus ((C\setminus A)\cap (C\setminus B))} für jede Menge {\displaystyle C} mit {\displaystyle A\cup B\subseteq C} ebenso äquivalent:
- {\displaystyle {\mathcal {R}}} ist ein Mengenring.
- {\displaystyle {\mathcal {R}}} ist ein differenzstabiler Mengenverband.
- {\displaystyle {\mathcal {R}}} ist ein vereinigungsstabiler Mengenhalbring.
- {\displaystyle {\mathcal {R}}} ist stabil bezüglich symmetrischer Differenz {\displaystyle \bigtriangleup } und Durchschnitt {\displaystyle \cap }.
- {\displaystyle ({\mathcal {R}},\bigtriangleup )} ist eine abelsche Gruppe und {\displaystyle ({\mathcal {R}},\cap )} ist eine Halbgruppe.
- {\displaystyle ({\mathcal {R}},\bigtriangleup ,\cap )} ist ein Ring im Sinne der Algebra mit Addition {\displaystyle \bigtriangleup } und Multiplikation {\displaystyle \cap }.
- {\displaystyle ({\mathcal {R}},\bigtriangleup ,\cap )} ist ein idempotenter (kommutativer) Ring im Sinne der Algebra.
- {\displaystyle {\mathcal {R}}} ist stabil bezüglich symmetrischer Differenz {\displaystyle \bigtriangleup } und Vereinigung {\displaystyle \cup }.
- {\displaystyle A,B\in {\mathcal {R}}\implies A\setminus B\in {\mathcal {R}}} und falls {\displaystyle A\cap B=\emptyset } existiert ein {\displaystyle C\in {\mathcal {R}}} mit {\displaystyle A\cup B\subseteq C}.
- {\displaystyle A,B\in {\mathcal {R}}\implies A\setminus B\in {\mathcal {R}}} und es existiert ein {\displaystyle C\in {\mathcal {R}}} mit {\displaystyle A\cup B\subseteq C}.

## Operationen mit Ringen

### Schnitt von Ringen
Der Schnitt {\displaystyle {\mathcal {R}}_{1}\cap {\mathcal {R}}_{2}} von zwei Mengenringen {\displaystyle {\mathcal {R}}_{1}} und {\displaystyle {\mathcal {R}}_{2}} ist stets wieder ein Ring. Denn sind {\displaystyle A,B\in {\mathcal {R}}_{1}\cap {\mathcal {R}}_{2}}, so sind auch {\displaystyle A,B\in {\mathcal {R}}_{1}} und  {\displaystyle A,B\in {\mathcal {R}}_{2}}, also {\displaystyle A\cup B\in {\mathcal {R}}_{1}} sowie {\displaystyle A\cup B\in {\mathcal {R}}_{2}}. Somit ist {\displaystyle A\cup B} auch in {\displaystyle {\mathcal {R}}_{1}\cap {\mathcal {R}}_{2}}, der Schnitt ist folglich stabil bezüglich Vereinigung. Die Stabilität bezüglich der Differenz folgt analog.
Die Aussage gilt ebenso für den Schnitt einer beliebigen Anzahl von Mengenringen, da sich die obige Argumentation dann auf alle diese Ringe ausweiten lässt. Somit gilt:
Ist {\displaystyle I} eine beliebige Indexmenge und sind alle {\displaystyle {\mathcal {R}}_{i}} für {\displaystyle i\in I} Mengenringe über derselben Grundmenge {\displaystyle \Omega }, so ist der Schnitt aller dieser Ringe wieder ein Mengenring über {\displaystyle \Omega }:
{\displaystyle {\mathcal {R}}_{I}:=\bigcap _{i\in I}{\mathcal {R}}_{i}}.

### Vereinigung von Ringen
Die Vereinigung {\displaystyle {\mathcal {R}}_{1}\cup {\mathcal {R}}_{2}} zweier Mengenringe {\displaystyle {\mathcal {R}}_{1}} und {\displaystyle {\mathcal {R}}_{2}} ist jedoch im Allgemeinen kein Mengenring mehr. Betrachtet man beispielsweise die beiden Ringe
{\displaystyle {\mathcal {R}}_{1}=\{\emptyset ,\{1\},\{2,3\},\{1,2,3\}\}}
sowie
{\displaystyle {\mathcal {R}}_{2}=\{\emptyset ,\{2\},\{1,3\},\{1,2,3\}\}},
so ist
{\displaystyle {\mathcal {R}}_{1}\cup {\mathcal {R}}_{2}=\{\emptyset ,\{1\},\{2\},\{1,3\},\{2,3\},\{1,2,3\}\}}.
Dieses Mengensystem ist aber weder vereinigungsstabil, da es {\displaystyle \{1\}\cup \{2\}=\{1,2\}} nicht enthält, noch ist es differenzstabil, da es {\displaystyle \{1,3\}\setminus \{1\}=\{3\}} nicht enthält, und somit auch kein Mengenring.

### Produkt von Ringen
Es seien {\displaystyle {\mathcal {S}}_{1}} ein Mengensystem über {\displaystyle \Omega _{1}} und {\displaystyle {\mathcal {S}}_{2}} ein Mengensystem über {\displaystyle \Omega _{2}}. Das direkte Produkt von {\displaystyle {\mathcal {S}}_{1}} und {\displaystyle {\mathcal {S}}_{2}} ist definiert als das Mengensystem
{\displaystyle {\mathcal {S}}_{1}\boxdot {\mathcal {S}}_{2}:=\{A\!\times \!B\mid A\in {\mathcal {S}}_{1},\;B\in {\mathcal {S}}_{2}\}}
über {\displaystyle \Omega _{1}\times \Omega _{2}}.
Das direkte Produkt von zwei Mengenringen ist jedoch im Allgemeinen kein Mengenring mehr, sondern lediglich ein Mengenhalbring. 
Betrachtet man als Gegenbeispiel den Potenzmengenring
{\displaystyle {\mathcal {R}}={\mathcal {P}}(\{1,2\})=\{\emptyset ,\{1\},\{2\},\{1,2\}\}},
so enthält das Mengensystem {\displaystyle {\mathcal {R}}\boxdot {\mathcal {R}}} die Mengen
{\displaystyle A=\{1\}\times \{1\}=\{(1,1)\}}
und
{\displaystyle B=\{1,2\}\times \{1,2\}=\{(1,1),(1,2),(2,1),(2,2)\}}.
Die Menge
{\displaystyle B\setminus A=\{(1,2),(2,1),(2,2)\}}
ist jedoch nicht in {\displaystyle {\mathcal {R}}\boxdot {\mathcal {R}}} enthalten, da sie sich nicht als kartesisches Produkt zweier Mengen aus {\displaystyle {\mathcal {R}}} darstellen lässt. Somit ist das direkte Produkt {\displaystyle {\mathcal {R}}\boxdot {\mathcal {R}}} nicht differenzstabil und damit auch kein Mengenring.
Das Ringprodukt von zwei Mengenringen {\displaystyle {\mathcal {R}}_{1}} über {\displaystyle \Omega _{1}} und {\displaystyle {\mathcal {R}}_{2}} über {\displaystyle \Omega _{2}} definiert man daher als deren Tensorprodukt
{\displaystyle {\mathcal {R}}_{1}\boxtimes {\mathcal {R}}_{2}:=\{A_{1}\!\times \!B_{1}\cup \cdots \cup A_{n}\!\times \!B_{n}\mid A_{1},\ldots ,A_{n}\in {\mathcal {R}}_{1},\;B_{1},\ldots ,B_{n}\in {\mathcal {R}}_{2},\;n\in \mathbb {N} \}},
sodass dieses wieder ein Mengenring über {\displaystyle \Omega _{1}\times \Omega _{2}} ist, nämlich der von {\displaystyle {\mathcal {R}}_{1}\boxdot {\mathcal {R}}_{2}} erzeugte Ring (s. u.).

### Spur eines Rings
Die Spur eines Rings {\displaystyle {\mathcal {R}}} über {\displaystyle \Omega } in einer Menge {\displaystyle T\subseteq \Omega }, also das Mengensystem
{\displaystyle {\mathcal {R}}|_{T}:=\{A\cap T\mid A\in {\mathcal {R}}\}},
ist immer ein Mengenring über {\displaystyle \Omega } und über {\displaystyle T}.

## Erzeugung von Ringen
Da beliebige Schnitte von Mengenringen wieder Ringe sind (s. o.), lässt sich für jedes Mengensystem {\displaystyle {\mathcal {S}}} über {\displaystyle \Omega } durch
{\displaystyle \varrho ({\mathcal {S}}):=\bigcap \;\{{\mathcal {R}}\mid {\mathcal {R}}{\text{ ist ein Ring über }}\Omega {\text{ mit }}{\mathcal {S}}\subseteq {\mathcal {R}}\}}
eine Hülle definieren. Diese ist per Definition der kleinste Mengenring über {\displaystyle \Omega }, der das Mengensystem {\displaystyle {\mathcal {S}}} enthält, und wird der von {\displaystyle {\mathcal {S}}} erzeugte Ring genannt.
Teilweise kann der erzeugte Ring direkt angegeben werden. So ist der von einem Mengenhalbring {\displaystyle {\mathcal {H}}} erzeugte Ring von der Form
{\displaystyle \varrho ({\mathcal {H}})=\{A_{1}\cup \cdots \cup A_{n}\mid A_{1},\ldots ,A_{n}\in {\mathcal {H}}{\text{ sind paarweise disjunkt}},\;n\in \mathbb {N} \}}.
Ein explizites Beispiel dieser Form ist das obige Beispiel des Mengenrings der {\displaystyle d}-dimensionalen Figuren.
Ebenso gilt für das oben besprochene Produkt zweier Mengenringe {\displaystyle {\mathcal {R}}_{1}} und {\displaystyle {\mathcal {R}}_{2}}:
{\displaystyle {\mathcal {R}}_{1}\boxtimes {\mathcal {R}}_{2}=\varrho ({\mathcal {R}}_{1}\boxdot {\mathcal {R}}_{2})}.

## Verwandte Mengensysteme

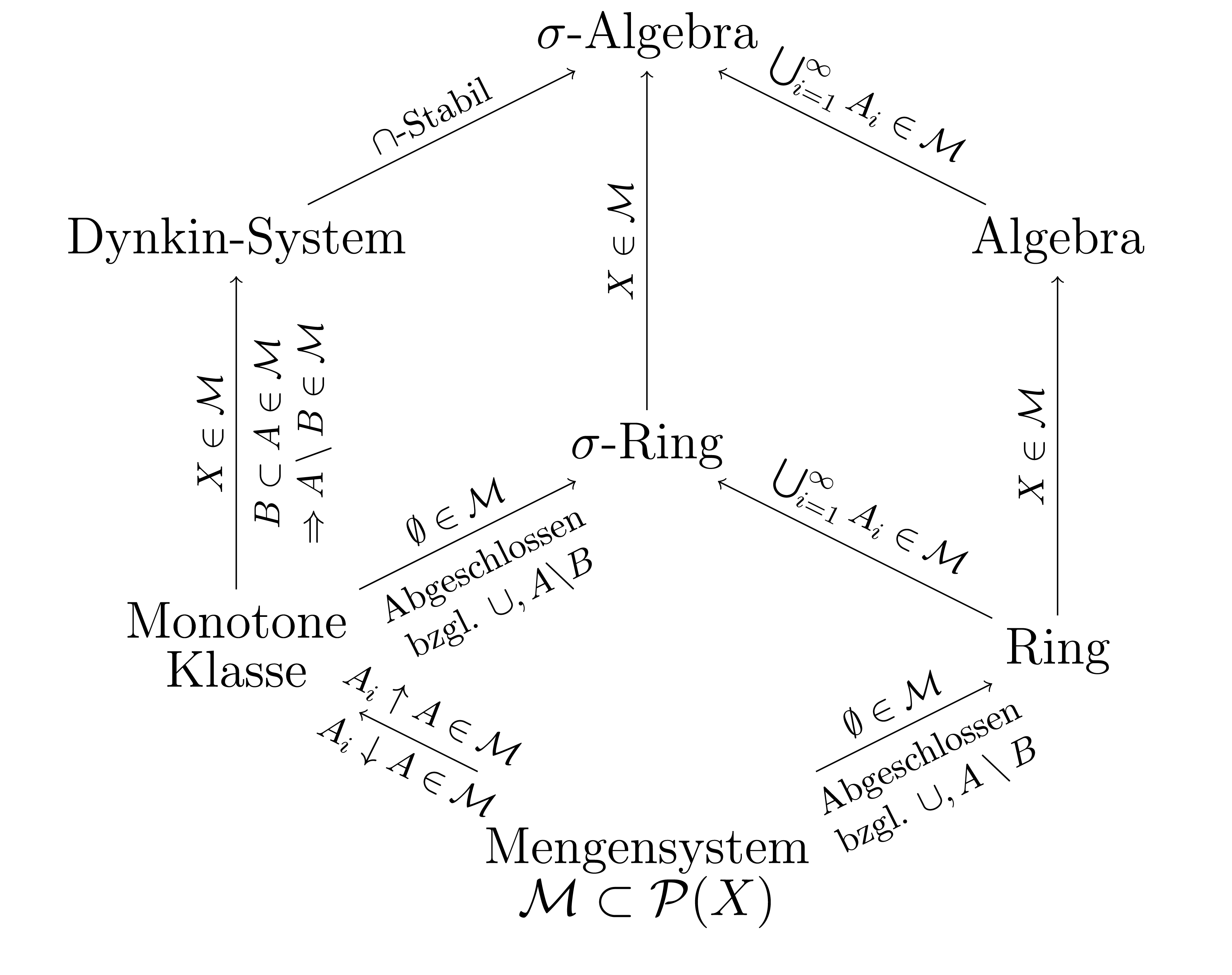
Hierarchie der in der Maßtheorie verwendeten Mengensysteme

### Verallgemeinerungen
Mengenhalbring
Jeder Mengenring ist ein (vereinigungsstabiler) Mengenhalbring, aber nicht jeder Mengenhalbring ist auch ein Mengenring:
Denn der Mengenhalbring
{\displaystyle {\mathcal {H}}=\{\emptyset ,\{1\},\{2\},\{3\},\{1,2,3\}\}}
ist kein Mengenring, weil {\displaystyle {\mathcal {H}}} weder vereinigungs- noch differenzstabil ist.
Mengenverband
Ein Mengenring ist stets ein (differenzstabiler) Mengenverband, jedoch ist nicht jeder Mengenverband ein Mengenring:
Der Mengenverband
{\displaystyle {\mathcal {V}}=\{\{1\}\}}
ist kein Mengenring, da {\displaystyle {\mathcal {V}}} nicht differenzstabil ist.

### Spezielle Mengenringe
Mengenalgebra
Ein Mengenring {\displaystyle {\mathcal {A}}} über einer Menge {\displaystyle \Omega } mit {\displaystyle \Omega \in {\mathcal {A}}}, wird eine Mengenalgebra über {\displaystyle \Omega } genannt. Somit ist jede Mengenalgebra {\displaystyle {\mathcal {A}}} ein Mengenring mit der Eins {\displaystyle \Omega =\bigcup {\mathcal {A}}}, aber nicht jeder Mengenring ist eine Mengenalgebra.
So ist auch der Mengenring
{\displaystyle {\mathcal {R}}={\mathcal {P}}(\{1\})=\{\emptyset ,\{1\}\}}
keine Mengenalgebra über der Grundmenge {\displaystyle \Omega =\{1,2\}}, da {\displaystyle \Omega \notin {\mathcal {R}}}. Nimmt man dagegen seine Eins {\displaystyle \mathrm {I} } als Grundmenge, so ist {\displaystyle \mathrm {I} =\{1\}\in {\mathcal {R}}} und damit ist {\displaystyle {\mathcal {R}}} eine Mengenalgebra über {\displaystyle \mathrm {I} }.
Für den Begriff der Mengenalgebra ist daher die vorausgesetzte Grundmenge wesentlich.
δ-Ring
Ein Mengenring, der abgeschlossen bezüglich abzählbar vielen Schnitten ist, wird ein δ-Ring genannt.
σ-Ring
Ein Mengenring, der abgeschlossen bezüglich abzählbar vielen Vereinigungen ist, wird ein σ-Ring genannt.
Monotone Klassen
Jeder Ring {\displaystyle {\mathcal {R}}}, der eine monotone Klasse ist, ist ein σ-Ring (und damit auch ein δ-Ring). Denn sind alle {\displaystyle A_{1},\ldots ,A_{n}\in {\mathcal {R}}} für {\displaystyle n\in \mathbb {N} }, so ist aufgrund der Eigenschaften des Ringes auch
{\displaystyle B_{n}:=\bigcup _{i=1}^{n}A_{i}\in {\mathcal {R}}}.
Die Mengen {\displaystyle B_{n}} bilden aber eine monoton wachsende Mengenfolge, daher ist aufgrund der Eigenschaften der monotonen Klasse ihr Grenzwert
{\displaystyle \lim _{n\to \infty }B_{n}=\bigcup _{i=1}^{\infty }A_{i}\in {\mathcal {R}}}.
{\displaystyle {\mathcal {R}}} ist also abgeschlossen bezüglich abzählbaren Vereinigungen. Somit ist die von einem Ring {\displaystyle {\mathcal {R}}} erzeugte monotone Klasse immer ein σ-Ring.